# Eugert Zhupa
Eugert Zhupa (Rrogozhinë, 4 aprile 1990) è un ex ciclista su strada albanese, professionista dal 2013, ha abbandonato definitivamente il mondo del ciclismo nel 2019 dopo essere stato travolto da un pirata della strada, durante un consueto allenamento su strada.

## Palmarès
- 2009 (Bottoli-Nordelettrica-Ramonda, tre vittorie)

Trofeo Alfredo Lando
Campionati albanesi, Prova in linea
Campionati albanesi, Prova a cronometro
- 2010 (Trevigiani-Dynamon-Bottoli, tre vittorie)

Campionati albanesi, Prova a cronometro
5ª tappa, 2ª semitappa Vuelta a Tenerife
Targa Libero Ferrario
- 2011 (Trevigiani-Dynamon-Bottoli, cinque vittorie)

Gran Premio Ceda
Campionati albanesi, Prova in linea
Campionati albanesi, Prova a cronometro
Trofeo Mechanic System
Gran Premio 150º Anniversario dell'Unità d'Italia
- 2012 (Trevigiani-Dynamon-Bottoli, tre vittorie)

Campionati albanesi, Prova in linea
Campionati albanesi, Prova a cronometro
Notturna di Piombino d'Ese
- 2013 (Trevigiani-Dynamon-Bottoli, una vittoria)

Classifica generale Giro dell'Albania
- 2014 (Zalf-Euromobil-Désirèe-Fior, tre vittorie)

Coppa Caduti di Reda
Circuito Città di San Donà
Trofeo Città di Conegliano
- 2015 (Southeast, una vittoria)

Campionati albanesi, Prova a cronometro
- 2016 (Wilier Triestina-Southeast, tre vittorie)

Campionati albanesi, Prova a cronometro
Campionati albanesi, Prova in linea
Balkan Elite Road Classics

## Piazzamenti

### Grandi Giri
- Giro d'Italia

2015: 157º
2016: 130º
2017: 140º
2018: 148º

### Classiche monumento
- Giro delle Fiandre

2017: 50º
- Giro di Lombardia

2016: ritirato

### Competizioni mondiali
- Campionati del mondo

Toscana 2013 - Cronometro Elite: 72º
Doha 2016 - Cronometro Elite: 50º
Bergen 2017 - Cronometro Elite: 58º
Bergen 2017 - In linea Elite: ritirato